# Киекбаев, Мурат Джелилович
Мурат Джелилович Киекбаев — (род. 30.10.1959 , Уфа) — советский и российский политический деятель и учёный. Кандидат исторических наук, доктор социологических наук (2000), профессор. Сын видного советского ученого-тюрколога доктора филологических наук, профессора Дж. Киекбаева. Член-корр. АН РБ (2006).

## Образование и научная деятельность
В 1982 г. окончил исторический факультет Башкирского государственного университета (БашГУ).
В 1987 г. защитил диссертацию на соискание ученой степени кандидата исторических наук по специальности «этнология» в Ленинградском отделении Института этнологии и антропологии АН СССР.
В 2000 г. защитил диссертацию на соискание ученой степени доктора социологических наук в Башкирском государственном университете.
Член Диссертационного совета по социологии в БашГУ.
После окончания БГУ (1982) работал там же. С 1990 в УНЦ РАН: научный сотрудник ИИЯЛ, с 1993 ст. научный сотр., зав. отделом этносоциологии Отдела народов Урала с Музеем археологии и этнографии, в 2001—03 директор ЦЭИ. С 1998 года работал в Гос. комитете по науке, высшему и среднему образованию РБ: зам. директора Респ. уч.-метод. научного центра, с 2000 нач. отдела социально-гуманитарной работы. В 2003 — 2007 годах - зав. каф. социальной работы БГУ, и с 2005 директор Института гуманитарных исследований АН РБ.
Научные исследования Киекбаева Мурата Джелиловича посвящены проблемам этносоциологии, функционирования этнических групп в городе, современным межнациональным отношениям.

## Труды
Киекбаев Мурат Джелилович - автор более 50 научных работ.

## Политическая деятельность
С 2007 г. живёт и работает в Москве в связи с его избранием депутатом Государственной Думы ФС РФ пятого созыва в составе федерального списка кандидатов, выдвинутого Всероссийской политической партией «ЕДИНАЯ РОССИЯ».
Член фракции «ЕДИНАЯ РОССИЯ».
Член Комитета ГД по делам национальностей.